# Joan Parramón Fornos
Joan Parramón Fornos (Barcelona, 1951) és un pintor abstracte barceloní amb ascendència de Mequinensa. Actualment té el seu taller artístic a l'espai Nauart de Barcelona i ha realitzat nombroses exposicions tant a nivell local i nacional com a internacional.

## Trajectòria
Poc després comença a realitzar exposicions individuals i col·lectives en diferents centres cívics, librerias i espais culturals que li condueixen a les seves primeres exposicions importants. Al desembre de 2009 inaugura la seva mostra "Fluir como el agua" a la xarxa03 Art Gallery de Barcelona a la qual li acompanyen altres exposicions col·lectives a la Galeria PASPARTU o la Sala Llotja de Reus (Tarragona).
En 2012, les seves obres viatgen a Nova York amb la mostra conjunta "From Barcelona to New York" comisariada per la Montserrat Gallery. En els anys següents, Parramón desenvolupa diversos tallers oberts al barri de Gràcia de Barcelona amb la Galeria Untitled i les seves obres viatgen a nivell internacional, des de la Fira Internacional d'Art Kolner Llisti de Colònia (Alemanya) a la Galeria Elzevir de París (França) passant també per l'exposició individual "Diàleg de partícules" en el Auditori Barradas de l'Hospitalet de Llobregat. Durant els anys 2012, 2014 i 2015 participa en el projecte a Nova York "Annual Postacards from the Edge". A partir d'aquest moment instal·la el seu taller a Nauart Espai de Creació i participa en diverses exposicions com "Barcelona Abstracció" o una mostra de les seves abstraccions al Gran Hotel París de Figueres (Girona).
El 2018, les seves exposicions continuen a la Biblioteca Mercè Rodoreda, dins del 9º Festival Cinespañol de Périgueux a França amb una recopilació de les seves obres essencials, i a Mas Pi Art de Verges (Girona) amb una nova exposició "Macrocosmos&Microcosmos". Durant aquest mateix any també exposa en diferents exposicions col·lectives sota l'empara de la Fundació Matilde Tamayo que porten les seves obres a viatjar pel Museu d'Art Contemporani de Sasamón a Burgos o el Atelier Pilar Güell de Barcelona. En 2019, és seleccionat per al Premi Pop Stram de la Fundació Mailde Tamayo i realitza la seva primera exposició individual a l'Atelier Pilar Güell de Barcelona sota el títol "Macrocosmos&Microcosmos". A l'octubre del mateix any, viatja a Mequinensa (Saragossa) on li únen vincles familiars i records de joventut per exposar novament "Macrocosmos&Microcosmos" i realitzar diferents tallers i intervencions artístiques als Museus de Mequinensa. El mateix any és seleccionat en el Premi AGBAR "Ciutat de Barcelona" organitzat pel Real Cercle Artístic de Barcelona.